# 존 패트리지
존 패트리지(John Partridge, 1971년 7월 24일 ~ )는 잉글랜드의 배우이다.